# ドバイ航空ショー
ドバイ航空ショー (Dubai Airshow) は、アラブ首長国連邦のドバイで隔年毎に開催される航空宇宙機器の国際見本市である。中東最大規模の航空ショーである。

## 概要
ドバイ航空ショーは1989年第1回を開催。現在はドバイ・ワールド・セントラルで開催されており、エミレーツ航空やエティハド航空、カタール航空などがエアバスやボーイングなどの航空機を大量購入されているのが風物詩とも言われている。現在はドバイ政府、ドバイ・エアポーツなどが主催されている。その他、アラブ首長国連邦空軍の貴重な展示物なども行っている。
1989年の第1回には25機、200社が参加したが、2013年のショーには163機、1046社が参加するといわれており、世界で有数の航空ショーに成長した。
自衛隊もこの航空ショーに参加しており2017年11月に開催されるドバイ航空ショーへ自衛隊C-2輸送機の参加が報じられた。